# All in the Family
All in the Family is een Amerikaanse sitcom, die van 12 januari 1971 tot en met 8 april 1979 werd uitgezonden door CBS na een tweetal pilotuitzendingen in 1968. In Nederland werd de serie ook uitgezonden, door de VPRO, vanaf 12 oktober 1972. Op dat moment werd in de Verenigde Staten het derde seizoen uitgezonden. Behalve het laatste seizoen werd het opgenomen voor een live studiopubliek.
De serie werd gebaseerd op de Britse serie Til Death Us Do Part en was onconventioneel vanwege de onderwerpen die tot dan toe als niet geschikt werden beschouwd voor uitzending op televisie, zoals homoseksualiteit, racisme, gelijke rechten voor vrouwen, verkrachting, borstkanker en impotentie.
All in the Family won 39 televisieprijzen, waaronder 22 Emmy Awards, acht Golden Globes en twee People's Choice Awards.

## Verhaal
De serie gaat over een typisch blank arbeidersgezin, woonachtig in een volksbuurt in Queens in de stad New York, bestaande uit vader Archie Bunker (Carroll O'Connor), moeder Edith (Jean Stapleton), dochter Gloria (Sally Struthers) en haar echtgenoot Michael Stivic (Rob Reiner).
Vader Archie is een rechtse Amerikaan met karikaturaal geborneerde, conservatieve en xenofobe vooroordelen die  republikeinse politici als Richard Nixon en Spiro Agnew bewondert. Hij vindt zichzelf een ruimdenkend persoon, die niets tegen mensen van andere afkomst dan die van hemzelf heeft, zolang ze echter maar niet in zijn buurt wonen. Hij is daarnaast van mening dat vrouwen het best tot hun recht komen in de huishouding en in de keuken. Zijn vrouw Edith blinkt niet uit in intelligentie en heeft zich volledig geschikt naar het rolmodel dat haar door Archie is opgelegd. Zij is degene die Archie enerzijds vaak mateloos irriteert met haar opmerkingen en hoge schrille stemgeluid, maar hem anderzijds altijd weer kan bijsturen. Soms scoort ze met naïef lijkende opmerkingen hilarische voltreffers waarmee ze Archie toch nog op zijn nummer weet te zetten.
Dochter Gloria en echtgenoot Mike zijn archetypen van de moderne jongeren van de jaren zeventig. Gloria wordt regelmatig gedwongen een loyaliteitskeuze te maken tussen haar man en haar vader. Mike is op zijn beurt degene die altijd aanmerkingen heeft op het burgerlijke bestaan van de Bunkers, maar zelf werkloos is en dus wel uit de ruif mee-eet. Mike en Archie verzeilen vaak in verhitte discussies over sociale en maatschappelijke onderwerpen, waarbij Archie Mike regelmatig uitmaakt voor Meathead (gehakthoofd). Ook wordt Mike uitgemaakt voor Polak, omdat hij van Poolse afkomst is.
Met de donkere buren, de Jeffersons, heeft Archie een haat-liefdeverhouding. Uiteraard wijst hij ze af, omdat ze 'zwart' zijn. De buurman heeft echter ook vooroordelen ten aanzien van blanken. Juist omdat ze allebei bevooroordeeld zijn, hebben ze soms ook begrip voor elkaar. Zo weten ze elkaar te vinden als de zoon van de buren zich verlooft met een half blanke vrouw.
De serie speelt zich vrijwel geheel af in de woonkamer van de Bunkers.

## Effect op denkpatronen van kijkers
Het doel van producer Norman Lear was om met humor de Amerikanen bewust te maken van hun eigen etnische vooroordelen. De serie heeft overduidelijk een satirisch karakter. Archie Bunker wordt neergezet als een hypocriete, kortzichtige racist, terwijl zijn tegenspelers, vooral zijn liberale schoonzoon, worden neergezet als redelijke mensen. De problemen waar Archie tegenaan loopt, zijn overduidelijk zijn eigen schuld, maar Archie geeft altijd anderen de schuld.
Maar in hoeverre beïnvloedt de serie werkelijk het denkpatroon van de kijker? Het blijkt dat kijkers die van zichzelf vooroordelen hebben, juist sympathiseren met Archie Bunker. Ze zien in hem een bevestiging van hun vooroordelen. Ook blijkt dat bevooroordeelde mensen de serie meer waarderen dan niet- of minder bevooroordeelde mensen. Men zou dus kunnen zeggen dat de boodschap bij sommige kijkers juist een averechts effect heeft. Het verschijnsel van identificeren met negatieve rolmodellen wordt daarom ook wel het Archie Bunker-effect genoemd.

## Rolverdeling
Legenda
 = Hoofdrol
 = Bijrol
 = Gastrol
 = Geen rol
| Acteur/Actrice     | Personage                 | S1 | S2 | S3 | S4 | S5 | S6 | S7 | S8 | S9 |
| ------------------ | ------------------------- | -- | -- | -- | -- | -- | -- | -- | -- | -- |
| Carroll O'Connor   | Archie Bunker             | 13 | 24 | 24 | 24 | 20 | 22 | 24 | 24 | 24 |
| Jean Stapleton     | Edith Bunker              | 13 | 24 | 24 | 24 | 24 | 22 | 24 | 23 | 24 |
| Sally Struthers    | Gloria Bunker-Stivic      | 13 | 24 | 24 | 24 | 22 | 19 | 18 | 20 | 2  |
| Rob Reiner         | Michael 'Meathead' Stivic | 13 | 24 | 24 | 24 | 22 | 22 | 20 | 22 | 2  |
| Mike Evans         | Lionel Jefferson          | 7  | 9  | 7  | 5  | 5  |    |    |    |    |
| Isabel Sanford     | Louise Jefferson          | 2  | 5  | 3  | 5  | 10 |    |    |    | 1  |
| Allan Melvin       | Barney Hefner             |    | 2  | 2  | 1  |    | 2  | 4  | 6  | 8  |
| Betty Garrett      | Irene Lorenzo             |    |    |    | 10 | 9  | 5  |    |    |    |
| Jason Wingreen     | Harry Snowden             |    |    |    |    |    | 1  | 7  | 8  | 9  |
| Danielle Brisebois | Stephanie Mills           |    |    |    |    |    |    |    |    | 19 |

- George Jefferson (15 afl. 1973-1978) - Sherman Hemsley
- Hank Pivnik (15 afl., 1976-1979) - Danny Dayton
- Tommy Kelsey (11 afl. 1971-1977) - Bob Hastings
- Bert Munson (10 afl. 1972-1976) - Billy Halop
- Frank Lorenzo (10 afl., 1973) - Vincent Gardenia
- Henry Jefferson (8 afl. 1971-1973) - Mel Stewart
- Teresa Betancourt (7 afl. 1976-1977) - Liz Torres
- Carlos (5 afl., 1976-1977) - André Pavon
- Joseph Sanders/Mr. Bennett (5 afl., 1974-1977) - Sorrell Booke
- Justin Quigley (5 afl., 1973-1976) - Burt Mustin
- Joe Foley (4 afl., 1976) - Scott Brady
- Mildred 'Boom Boom' Turner (4 afl., 1974, 1978) - Gloria LeRoy
- Stretch Cunningham (3 afl. 1974) - James Cromwell

## Spin-offs

### Archie Bunker's Place
In 1979 werd de serie vernieuwd en kreeg deze de titel Archie Bunker's Place. De serie liep vier seizoenen, tot 1983. Daarin verschenen 96 afleveringen.

### Gloria
Gloria was een kortlopende televisieserie uit 1982-1983. Gloria en Mike zijn gescheiden en Gloria woont alleen met haar zoon Joey. Ze werkt voor een dierenarts. In de serie zijn geen andere personages uit All in the Family te zien. Na 21 afleveringen werd de serie gestaakt. In 1983/1984 werden er in Nederland afleveringen uitgezonden door de TROS.

### The Jeffersons
In 1975 kregen de Jeffersons hun eigen, succesvolle serie. Sherman Hemsley en Isabel Sanford speelden George en Louise Jefferson. Ook Mike Evans was te zien als hun zoon Lionel. De serie liep nog langer dan All in the Family, elf seizoenen.
De serie laat zien dat George Jefferson erg rijk geworden is met zijn wasserettezaak. De Jeffersons zijn dan ook verhuisd naar een duur appartement. George is gierig, maar met goede bedoelingen. Zijn vrouw Louise is aardig, maar ietwat serieus. De Jeffersons vechten heel wat af met de andere bewoners van het dure pand waarin ze wonen. Lionel werkt inmiddels als elektricien.

### Maude
Maude is een nicht van Edith, die ook al twee keer te zien was in All in the Family. Ze werd gespeeld door Beatrice Arthur. In 1972 kreeg ze haar eigen serie. Tot 1978 werden er 141 afleveringen gemaakt, verdeeld over 6 seizoenen. Maude is een onafhankelijke, liberale vrouw die samenwoont met haar vierde man, Walter. Ook Carol, haar gescheiden dochter, en Philip, Carols zoon, wonen allemaal in hetzelfde huis.
Geen van de personages uit All in the Family is te zien in Maude.

### 704 Hauser
Deze serie gaat over een zwart gezin dat in het oude huis van de Bunkers woont. De titel van de serie verwijst naar het adres, 704 Hauser Street. Dezelfde sets als in All in the Family werden weer van stal gehaald maar konden van de serie geen succes maken. Er werden in 1994 slechts 6 afleveringen uitgezonden.

### Buitenlandse versies
In Duitsland verscheen tussen 1973 en 1976 de serie Ein Herz und eine Seele. Dit was de Duitse versie van All in the Family, waarvan 25 afleveringen werden gemaakt.
De al sinds 1995 lopende Israëlische serie Itche is nog een remake.

## Muziek
Elke aflevering begon met het lied Those were the days, een door Archie en Edith gezongen nostalgisch lied over vroegere, en betere tijden waarin Glenn Miller de hitparade haalde, en iemand als Herbert Hoover president was. Elke aflevering eindigde met Remembering You van Roger Kellaway, piano.

## Citaten
- Archie: Well, I'll tell you one thing about President Nixon. He keeps Pat home. Which was where Roosevelt should have kept Eleanor. Instead he let her run around loose until one day she discovered the colored. We never knew they were there. She told them they were gettin' the short end of the stick and we been having trouble ever since. (Nou, ik zal je iets over president Nixon zeggen: hij houdt Pat thuis. En dat had Roosevelt met Eleanor ook moeten doen. In plaats daarvan liet hij haar loslopen totdat zij de kleurlingen ontdekte. We wisten niet eens van hun bestaan. Zij vertelde hen dat ze benadeeld werden, en sindsdien hebben we niets dan problemen.)
- Mike: I just thank God I'm an atheist. (Goddank ben ik een atheïst.)
- Gloria: Do you know that sixty percent of all deaths in America are caused by guns? (Weet je wel dat 60% van alle sterfgevallen in Amerika veroorzaakt wordt door vuurwapens?) Archie: Would it make you feel any better, little girl, if they was pushed out of windows? (Zou je je beter voelen, kleine meid, als ze uit ramen geduwd waren?)